# Příkladné novely
Příkladné novely (Novelas Ejemplares) je série povídek, kterou mezi lety 1590 a 1612 napsal Miguel de Cervantes y Saavedra.

## Seznam
- Cikánečka – nejdelší z povídek, autobiografické prvky z Cervantesova života
- Velkodušný milenec
- Rohánek a Stříhánek
- Španělka ze země anglické
- Licenciát Sklíčko
- Hlas krve
- Žárlivý Extremaduřan
- Vznešená služka
- Dvě dívky
- Krásná Cornelia
- Podvodný sňatek
- Rozhovor Scipiona a Berganzy, dvou psů z nemocnice Vzkříšení páně za Velkou Bránou v městě Valladolid, kteří bývají zváni psi Mahmudovi

## Původní vydání
- Novelas ejemplares, Madrid 1613

## České překlady po roce 1945
- Cervantes y Saavedra, Miguel de: Příkladné novely (Novelas ejemplares; Praha, Odeon 1954, 1977) – přel. Zdeněk Šmíd
- Cervantes y Saavedra, Miguel de: Španělka ze země anglické (Tři Příkladné novely, Praha, Slovart 1998) – přel. Zdeněk Šmíd
- Cervantes y Saavedra, Miguel de: Tři Příkladné novely (VN [Růžek a střihavka / Žárlivý Estremadurec / Španělka ze země anglické],Praha, Slovart 1998) – přel. Pavel Eisner, Josef Forbelský, Zdeněk Šmíd